# Guido Brisebarre
Guido Brisebarre (* vor 1147; † nach 1182 vor 1192) war durch Ehe (Titular-) Herr von Caesarea im Königreich Jerusalem.
Er war der zweite Sohn von Guido II. Brisebarre, Herr von Beirut, und dessen Gattin Marie.
Er heiratete 1182 Juliane Garnier, Tochter des Hugo Garnier, Herr von Caesarea. Diese erbte, als ihr Bruder Walter II. Garnier 1190 starb, von ihm die Ansprüche auf die Herrschaft Caesarea, die damals vom Ayyubiden-Sultan Saladin besetzt war. Im Rahmen des Dritten Kreuzzugs wurde die Herrschaft 1191 zurückerobert und wiederhergestellt. Es ist unklar, ob Guido aus dem Recht seiner Gattin die Regierung Caesareas übernahm oder ob er zu jenem Zeitpunkt bereits gestorben war. Sicher ist, dass Juliane bereits 1193 mit ihrem zweiten Gatten Aymar de Lairon verheiratet war, der aus ihrem Recht als Herr von Caesarea auftrat.
Aus seiner Ehe mit Juliane hatte er vier Kinder:
- Walter Brisebarre († 1229), Herr von Caesarea, Konstabler von Zypern;
- Bernard;
- Isabelle, ⚭ Rainald von Haifa, 1229 Kämmerer von Jerusalem;
- Berthe, ⚭ Rainald von Soissons, 1210 Marschall von Zypern.